# Mateja Jeger Majstorović
Mateja Jeger Majstorović je hrvatska stolnotenisačica, igračica Weibheima. Osvajačica je klupskog prvenstva Njemačke 2025. Najbolji plasman na svjetskoj ljestivici (ITFF-ovoj) joj je 77. mjesto u pojedinačnoj konkurenciji te 35. mjesto u parovima (s Leom Rakovac).
Članica je hrvatske stolnoteniske reprezentacije.

## Karijera
Trinaest godina igrala je za zagrebačku Mladost i godinu dana u klubu Dr. Časla. U Bundesligi igra od lipnja 2015. Sudionica je Olimpijskih igara mladih.
Za Weinheim igra od 2023., s ugovorom do kraja igračke 2026. godine. S klubom je 2025. osvojila njemačko klupsko prvenstvo, pobijedivši u završnici Berlin (6:3).